# Héctor Ríos
Héctor Ríos Ríos (Vicuña, 27 de marzo de 1904-San Fernando, 16 de julio de 1990), fue un médico cirujano y político chileno, militante del Partido Radical de Chile.
Fue alcalde y regidor de Chimbarongo, director del hospital de esa localidad y diputado por la 10.° agrupación departamental de San Fernando y Santa Cruz, correspondiente a la antigua provincia de Colchagua, entre 1969 y 1973.

## Primeros años de vida
Nació en Vicuña, fue hijo de Felipe Ríos y Blanca Ernestina Ríos Miranda. Realizó sus estudios primarios y secundarios en el Liceo de Valparaíso. Posteriormente, ingresó a la Universidad de Chile donde estudió Medicina y se tituló de Médico Cirujano en 1930. 
Se casó con Rosa Cubillos Muñoz, de la cual enviudó. 

## Trayectoria pública y política
El año 1930 comenzó a trabajar en el Hospital San Borja en Santiago y simultáneamente en el Hospital de Nancagua. A fines del mismo año fue nombrado director del Hospital de Chimbarongo, cargo que desempeñó hasta que jubiló en 1962. También ejerció libremente su profesión por más de sesenta años en San Fernando y Chimbarongo, hasta su muerte. 
Inició sus actividades políticas al inscribirse en el Partido Radical. En su colectividad fue presidente provincial de Colchagua y miembro de la Comisión Política. Entre otras actividades públicas, fue elegido regidor y alcalde de Chimbarongo, durante diferentes períodos. Durante el período 1963 y 1967 fue elegido regidor y a su vez alcalde.
Socio del Rotary Club y expresidente del mismo. 
Fue diputado en representación del Partido Radical, por la 10.° agrupación departamental de San Fernando y Santa Cruz, correspondiente a la antigua provincia de Colchagua, período 1969-1973. Integró la Comisión Permanente de Obras Públicas y Transportes, de la que fue su presidente. Fue miembro suplente del Comité Parlamentario de su partido entre 1969 y 1970. Falleció en San Fernando, Chile, el 16 de julio de 1990.

### Obras
- Ríos Ríos, Héctor (1929) Modificaciones tensionales y citoquímicas del líquido céfalo-raquídeo consecutivas a la raquicocainización. Chile, 172p. (su tesis).

## Historial electoral

### Elecciones parlamentarias de 1973
- Elecciones parlamentarias de 1973 para la 10ª Agrupación Departamental, San Fernando y Santa Cruz.[2]